# Jacopo Correggio
Jacopo Correggio va ser senyor de Casalpò, Nosedolo, Olmo, Pradanelle i San Sisto en feu del Duc de Milà) el 1421 junt amb el germà Francesco Correggio.
Patrici de Parma el 1425 va renunciar als drets a Montechiarugolo però el va reocupar el 1426 i li va ser confiscat i confinat al seu palau de Parma, i a Casalpò es va instal·lar un governador milanès. Va ser el pare de: Carlo, primer compte de Casalpò per restitució del feu el 1450; i de Gudio amb el seu germà Guido, comte de Casalpò junt amb son germà el 1450. Un tercer germà Francesco no va participar en el comtat potser per haver premort.
Carlo va ser pare de Gaspar, comte de Casalpò vers el 1470; i pare de Carlos (mort el 1521), de Guido (mort el 1528), comtes de Casalpò el 1521; d'Azzo i de Venceslao, patricis.
Guido va ser el pare de Giacomo, comte de Casalpò vers el 1470 i que va jurar fidelitat a França el 1499.